# FC Blau-Weiß Feldkirch
Der FC Blau-Weiß Feldkirch ist ein österreichischer Fußballverein aus der zweitgrößten Vorarlberger Stadt Feldkirch.

## Geschichte
Der FC Blau-Weiß Feldkirch wurde 1945 gegründet und verstand sich als Nachfolger der drei ehemaligen Feldkircher Fußballvereine SV Feldkirch (1921), ATSV Feldkirch (1923) sowie den Fußballern des TB Feldkirch (1929). Hierbei ist insbesondere der SV Feldkirch hervorzuheben, der ab 1933 mit kurzer Unterbrechung an der Vorarlberger Landesliga teilgenommen hatte. Das erste Spiel wurde gegen eine französische Besatzungsauswahl ausgetragen und endete 7:1, die Vereinsfarben stammen von Gründungsmitglied Franz Skoda, der blaue Hemden und weiße Hosen zur Verfügung stellte. Bereits in seiner ersten Meisterschaftssaison 1945/46 wurde der Klub punktgleich hinter dem SC Austria Lustenau Zweiter in der Landesliga, 1948 wurde man erstmals Landesmeister. 
Die Vorarlberger qualifizierten sich 1950 erstmals für die zweitklassige Arlbergliga, aus der sie aber bereits 1952 wieder abstiegen. Von 1955 bis 1960 war der Klub dann wieder fünf Jahre in der Arlbergliga vertreten. Besonders in Erscheinung trat damals die Vereinslegende Adi Knoll, der 1956 vom Wiener Sport-Club geholt wurde, wo sich der Vorarlberger zum Stammspieler in der Nationalmannschaft gemausert hatte.
Der FC Blau-Weiß Feldkirch schaffte nach nur einem Jahr 1961 die Rückkehr in die Zweitklassigkeit, die nun Regionalliga West hieß. Dennoch blieb der Klub einer der Abstiegskandidaten, musste bereits 1964 wieder in die Landesliga, kehrte 1968 erneut zurück und spielte dieses Mal um den Aufstieg in die Nationalliga mit. 1969/70 Dritter, 1970/71 Zweiter hinter dem SK Bischofshofen und 1971/72 wieder Dritter hießen die besten Ergebnisse. Bei der Ligareform 1974 verpasste der FC Blau-Weiß Feldkirch allerdings die Qualifikation zur neuen 2. Division und spielte nunmehr in der Landesliga. Wieder ins Rampenlicht spielen konnte sich der Klub erst 1999, als der Aufstieg in die drittklassige Regionalliga West gelang. Hier spielten mit Thomas Beck und Roger Beck sowie Wolfgang Kieber auch drei Liechtensteiner Nationalspieler.

## Erfolge
- 17 × Zweitligateilnahme: 1950 (Landesliga), 1951–52, 1956–1960 (Arlbergliga), 1962–1964, 1969–1974 (Regionalliga West)